# Jardín Botánico de Neuss

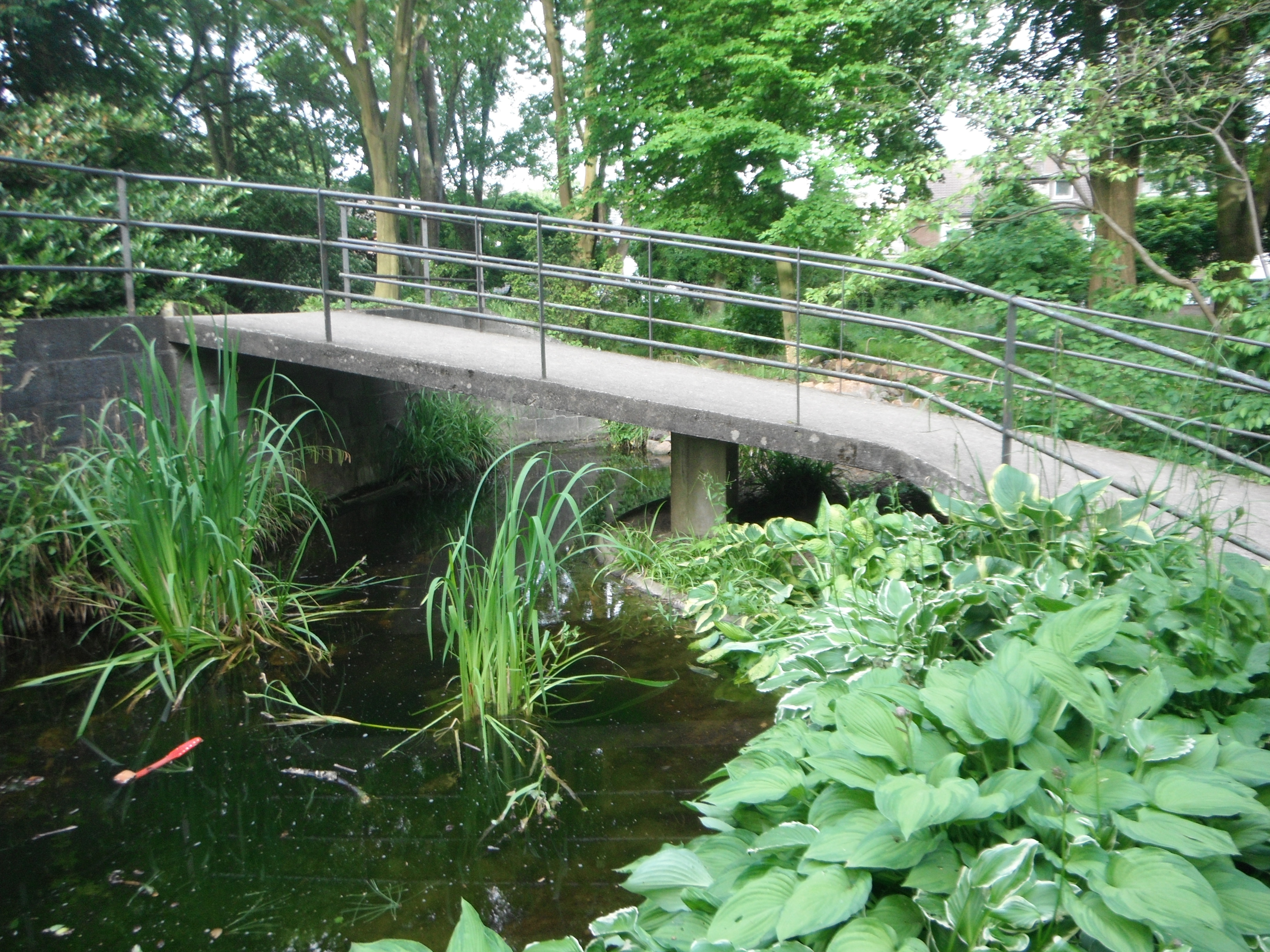
Una vista del Jardín Botánico de Neuss.

El Jardín Botánico de Neuss (en alemán : Botanischer Garten der Stadt Neuss) es un jardín botánico de administración municipal de la ciudad de Neuss, Alemania.

## Localización
Se ubica en la intersección de las calles "Weingartstrasse" y "Körnerstrasse", Neuss, Renania del Norte-Westfalia, Deutschland-Alemania.51°11′22.56″N 6°41′32.28″E / 51.1896000, 6.6923000

Se encuentra abierto todos los días de la semana. La entrada es gratuita. 

## Historia
El jardín botánico se creó a principios del siglo XX como un jardín botánico de Liceo. Con el paso del tiempo fue creciendo en extensión y evolucionando en variedad y diversidad de plantas de todo el mundo.
Desde el año 1999 se ha reacondicionado con el añadido de dos aviarios y sus correspondientes colecciones de aves.

## Colecciones
Es un pequeño jardín botánico con lechos florales, arbustos, y árboles exóticos, además: 
- Colección de azaleas y Rhododendron
- Dos aviarios con colecciones de pájaros y aves
- Estanque con plantas acuáticas y de humedales.
- Invernaderos que contienen unas 100 variedades de cactus y suculentas, además de orquídeas y bromelias.